# Valloire-sur-Cisse
Valloire-sur-Cisse è un nuovo comune francese di circa 2400 abitanti situato nel dipartimento del Loir-et-Cher nella regione del Centro-Valle della Loira. Dal 1 gennaio 2017, è stato composto dai tre comuni di Seillac, Chouzy-sur-Cisse e Coulanges.